# حركة الهروب
حركة الهروب (بالإنجليزية: Runaround move)‏ حركة الهروب عبارة عن حركة كرة قدم مصممة للالتفاف حول الخصم، والتي اشتهر بها بيليه في كأس العالم 1970. تتضمن هذه الخطوة السماح للمراوغة أو التمريرة من أحد زملائك في الفريق مع السماح لها بالمرور بعد الخصم، ثم الركض حول اللاعب الخصم لمواصلة الهجوم.

## وصلات خارجية
- خدعة بيليه وضياع الفرصة ضد الأوروغواي - فيديو لبيليه وهو يؤدي الخدعة
- هدف رائع بواسطة يسبر بلومكفيست - التنفيذ الناجح بواسطة يسبر بلومكفيست